# Феррье, Луи
Луи Феррье де ла Мартиньер (фр. Louis Ferrier de La Martinière; 1652, Арль — 1721) — французский поэт и драматург.
Долго жил в Авиньоне и подвергся преследованиям инквизиции, усмотревшей в его стихотворениях еретическое направление; особенно смутил её невинный с современной точки зрения стих «L’amour pour les mortels est le souverain bien». Феррье был вынужден бежать от преследований в Париж, где вскоре приобрёл расположение Конде. Состоял наставником и педагогом у герцога Сен-Эганского, затем Шарля Луи Орлеанского, шевалье де Лонгевилля.
Напечатал собрание стихотворений под заглавием «Préceptes galants» (Париж, 1678) и трагедии «Anne de Bretagne» (1679), «Adraste» (1681), «Montezuma» (представленную на сцене в 1702 году, но не напечатанную), которые впоследствии оценивались невысоко. Последняя упомянутая драма, тем не менее, имеет значение в истории французского театра как первая попытка точно согласовать декорации и сценическую обстановку с изображаемым бытом. Его перу принадлежит также перевод «Histoire universelle» Юстина (1693).